# شاه طاهر الحسيني الدكني
شاه طاهر الحسيني الدكني، المعروف أيضًا باسم طاهر شاه (892 هـ الموافق 1486 م في خُند، قُرب قزوين في إيران - 956 هـ الموافق 1549 م في أحمد نكر، في سلطنة أحمد نكر) والمعروف في حياته بين أتباعه باسم حجة الله كان إمامًا إسماعيليًا نزاريًا من سلالة محمد شاهي (المؤمني) وفلكي وفيلسوف خدم كوزير لسلالة نظام شاهي في جنوب الهند.

## الحياة المبكرة
وُلِد الإمام شاه طاهر في خند، وهي قرية في جيلان بالقرب من الحدود مع قزوين، والتي تم التخلي عنها منذ ذلك الحين. كان ابن الإمام شاه راضي الدين الثاني، سليل نزاريي ألموت الذين لهم نسب من الفاطميين في مصر وكانوا أئمة إسماعيلية نزارية. خلال شبابه، أمضى وقتًا في الدراسة والتدريس في كاشان. بعد تأسيس الأسرة الصفوية واندفاعها ضد التصوف، تخلى عن التصوف الإسماعيلي وانضم إلى بلاط شاه إسماعيل في أوائل عام 1520 م، لكنه اضطر إلى مغادرة إيران بعد أن أصبح شاه إسماعيل مرتابًا، فتوجّه إلى الهند. كان طالبًا لشمس الدين الخفري عالم الفلك الشهير في القرن السادس عشر.

## الحياة والمهنة
وصل الإمام شاه طاهر إلى غوا في منتصف عام 1520 م، ولكن تجاهله الملك عادل شاهي. غادر بيجابور وانتقل إلى باريندا، حيث بدأ تدريس المجسطي، وهي أطروحة لبطليموس في علم الفلك. في عام 1522 م، بناءً على طلب السلطان برهان نظام شاه، انضم إلى بلاط أحمد نكر. كما عمل كرئيس الدبلوماسيين، وكان يلقي محاضرات مرتين في الأسبوع في الحصن. في النهاية، في عام 1538 م، أقنع شاه طاهر السلطان السني باعتناق المذهب الشيعي النزاري، الذي كان إمام أكبر فرع منه في ذلك الوقت. كما أعلن السلطان أن الشيعة النزارية هي الدين الرسمي للدولة.
وقد كتب العديد من الكتب، منها:
1. تعليق على كتاب المجسطي
2. تعليق على علم اللاهوت لابن سينا
3. شرح باب هادي عشر في علم الكلام
4. شرح الجعفرية في الفقه
5. تعليق على تفسير البيزاوي

## الوفاة
تُوفي سنة 1549م في أحمد نكر، وأُرسل جثمانه إلى كربلاء ليدفن قُرب قبر الحسين بن علي. كان له أربعة أبناء وثلاث بنات، من بينهم الإمام شاه حيدر الذي خلفه إمامًا ووزيرًا في البلاط.